# Вся королевская рать
«Вся королевская рать» (англ. All the King’s Men) — роман американского писателя Роберта Пенна Уоррена, изданный в 1946 году.
История жёсткого политика, не брезгующего никакими методами для достижения своих целей; в основу книги легла биография губернатора Луизианы Хьюи Лонга.
Произведение удостоено Пулитцеровской премии 1947 года. 
Название романа — строка из английского детского стихотворения про Шалтая-Болтая.

## Сюжет
Действие происходит в США с 1922 по 1939 год в неназванном южном штате восточнее Техаса и южнее Арканзаса, имеющем выход к Мексиканскому заливу. Повествование ведется от лица Джека Бёрдена, сначала журналиста, а потом помощника губернатора штата. Бёрден, выходец из богатой семьи (и тем не менее никогда не пользовавшийся возможностями своего состояния), смотрит на мир с позиции отстраненного, ироничного и нередко циничного наблюдателя, хоть и влияет на происходящее весьма активно. Значительную часть романа составляют философские рассуждения Джека.
Главный герой романа — политик Вилли Старк. Поднявшийся из низов общества прирождённый лидер искренне верил, что может сделать мир лучше. Однако открывшаяся перед ним правда жизни превращает его в жестокого беспринципного политического дельца. Старк не гнушается пользоваться против своих врагов их же средствами — шантажом, подкупом, угрозами. Его «королевская рать» состоит из отъявленных негодяев, коррупционеров, казнокрадов и послушных ничтожеств; Старк, впрочем, умеет держать эту публику в ежовых рукавицах и не давать ей выходить за определенные рамки. Сколько-нибудь честные и благородные люди покидают Старка один за другим, но он находит оправдание в собственной формуле: «Добро можно делать только из зла, потому что его больше просто не из чего делать». Бёрден — один из немногих в окружении Старка, кто ещё сохранил остатки порядочности. Самого же Старка интересует только власть как таковая. 
Благодаря своей неукротимой энергии и открывшемуся таланту демагога Старк становится губернатором штата. Вице-губернатором Старк делает Крошку Дафи — беспринципного авантюриста, перебежавшего на сторону Старка из лагеря его политического конкурента Гаррисона. Старк ведет довольно последовательную политику на развитие штата и облегчение жизни простого народа. Он строит сеть дорог, повышает налоги на богатых и сборы за пользование недрами, за счет этого проводит программы социальной помощи малоимущим. Неудивительно, что обеспеченные слои открыто ненавидят Старка. Знакомые семьи Бёрденов смотрят на Джека почти как на отступника и врага, потому что он «работает на этого человека». Джек же видит в Старке их противоположность: человека дела, не ставящего во главу угла собственное благополучие.
Ведя непрерывную подковерную борьбу, Старк намерен провести своего человека в Сенат США. Чтобы устранить препятствия на этом пути, он должен заставить замолчать одного из самых влиятельных своих оппонентов — судью Ирвина. Запугать судью не удалось. Старк поручает Джеку Бёрдену найти порочащие Ирвина сведения (согласно другому принципу Старка, «всегда что-то есть, ибо человек зачат в грехе и рожден в мерзости, и путь его — от пеленки зловонной до смердящего савана»). Судья — старый друг семьи Бёрденов, и для Джека он является образцом честности и благородства. Джек принимается за работу, уверенный, что она не даст никаких результатов.
Ради укрепления собственной популярности Старк затевает грандиозный проект — строительство крупнейшей бесплатной больницы. Заведовать будущей больницей Старк приглашает доктора Адама Стентона, знаменитого хирурга, труженика и альтруиста. Стентон крайне антипатично относится к Старку, но губернатора это не волнует. Ему необходимо связать своё имя с честным и уважаемым человеком, каким является хирург Стентон. Стентон и его сестра Анна — друзья детства Джека Бёрдена, их отец в свое время был губернатором штата, а Бёрден-старший — генеральным прокурором. Джек с юности влюблён в Анну.
Джек неожиданно для себя обнаруживает в биографии судьи Ирвина крайне неприглядный эпизод. В 1914 году судья отчаянно нуждался в деньгах. Он был тогда генеральным прокурором штата, за взятку вынес неправомерное решение в пользу крупной компании, и решил свои финансовые проблемы. Человек, который попытался тогда восстановить справедливость, ничего не смог доказать и покончил с собой. Стремясь дать судье шанс оправдаться, Джек добивается от Старка права поговорить с судьёй, прежде чем предать дело огласке. Выслушав Джека, Ирвин совершает самоубийство, завещая всё своё состояние Джеку Бёрдену. Мать Джека Бёрдена рассказывает ему, что на самом деле судья Ирвин является его настоящим отцом.
Подряд на строительство больницы Старк обещает отдать компании, финансирующей другого своего противника — Мак-Мерфи. Предполагается, что таким образом Старк сможет окончательно подавить своего противника. Но вскоре Старк отменяет своё решение.
Борьба Мак-Мерфи и Старка заканчивается трагически: Адам Стентон стреляет в Старка и тут же гибнет сам от пули его телохранителя Рафинада. Джек проводит своё расследование и легко выясняет, что убийство Старка организовал Дафи. Он и помощница Старка Сэди Берк спровоцировали Адама Стентона на этот шаг, сообщив последнему, что его сестра Анна является любовницей Старка. Адам, отличающийся упрямым и импульсивным характером, пришёл к выводу, что Старк именно благодаря этим «заслугам» Анны назначил его управляющим больницей. После убийства Старка Дафи, как вице-губернатор, автоматически садится в губернаторское кресло. Осознавая долю своей вины в происшедшем, Бёрден ничего не предпринимает против Дафи. Роман заканчивается тем, что Джек отдаёт дом судьи, доставшийся ему в наследство, банкам, а Анна Стентон отдаёт свой дом под детский дом. Последняя фраза звучит: «А мы снова уйдём, чтобы держать ответ перед всемогущим Временем».

## Экранизации
- Вся королевская рать (1949, США). Фильм получил три премии «Оскар» (участвовал в семи номинациях). В 2001 году признан конгрессом США «культурно значимым».
- Вся королевская рать (фильм, 1958) — телеверсия романа, режиссёр Сидни Люмет.
- Вся королевская рать (1971, СССР) — трёхсерийный телевизионный фильм киностудии «Беларусьфильм».
- Вся королевская рать (2006, Германия-США).
- В 1981 году «Хьюстон Гранд Опера» по роману была поставлена опера «Вилли Старк».